# Parachistus pulchellus
Parachistus pulchellus är en tvåvingeart som beskrevs av David John Greathead 1980.
Parachistus pulchellus ingår i släktet Parachistus och familjen svävflugor. Artens utbredningsområde är Oman. Inga underarter finns listade i Catalogue of Life.